# Sannings- och försoningskommissionen för tornedalingar, kväner och lantalaiset
Sannings- och försoningskommissionen för tornedalingar, kväner och lantalaiset (meänkieli: Tottuus- ja sovintokomisuuni tornionlaaksolaisile, kväänile ja lantalaisile) var en statlig utredning som tillsattes av Sveriges regering 2020. Kommissionen sorterade under Kulturdepartementet och presenterade den 15 november 2023 sitt slutbetänkande Som om vi aldrig funnits : exkludering och assimilering av tornedalingar, kväner och lantalaiset. Ursprungligen skulle kommissionen slutredovisa sitt uppdrag senast den 16 maj 2022, men tiden förlängdes till 2023. Ett delbetänkande med titeln Då människovärdet mättes : Exkludering och assimilering av tornedalingar, kväner och lantalaiset (SOU 2022:32) överlämnades till kulturminister Jeanette Gustafsdotter den 1 juni 2022.
Svenska Tornedalingars Riksförbund – Tornionlaaksolaiset (STR-T) var pådrivande bakom tillsättandet av kommissionen. Identitetsbegreppen tornedalingar, kväner och lantalaiset ska förstås som benämningar på olika meänkieli-talande grupper i enlighet med de definitioner som STR-T har tagit fram.

## Bakgrund
Sverige ratificerade år 2000 Europarådets ramkonvention om skydd för nationella minoriteter samt den europeiska stadgan om landsdels- eller minoritetsspråk. Till följd av detta erkändes tornedalingar som en nationell minoritet och meänkieli som ett nationellt minoritetsspråk.
Under 2014 presenterades en vitbok om statens behandling av en annan nationell minoritet, nämligen romer. Från tornedalingarnas sida efterlystes då en liknande genomlysning av deras situation. Dåvarande kulturministern Alice Bah Kuhnke förklarade 2016 att initiativet till försoningsarbetet borde komma från tornedalingarna själva, inte från staten. STR-T äskade medel från kulturdepartementet för att genomföra en förstudie och tilldelades 130 000 kronor. Förstudien genomfördes av STR-T och historikern Curt Persson vid Luleå Tekniska Universitet. Rapporten med titeln ”Då var jag som en fånge.” Statens övergrepp på tornedalingar och meänkielitalande under 1800- och 1900-talet publicerades i april 2018. Som nästa steg önskade STR-T att en sannings- och försoningskommission skulle tillsättas.

### Andra liknande kommissioner
I Norge beslutade Stortinget under 2018 att tillsätta en kommission för att granska förnorskningspolitiken mot samer, kväner og norskfinnar. Kommissionen fick namnet Sannhets- og forsoningskommisjonen. Uppdraget kom 2019 att omtolkas till att också innefatta skogsfinnar. Den norska kommissionen lämnade sitt slutbetänkande i juni 2023. Även i Finland tillsattes 2021 en sannings- och försoningskommission för behandlingen av samer.
Ungefär samtidigt som Sannings- och försoningskommissionen för tornedalingar, kväner och lantalaiset tillsatte den svenska regeringen en liknande kommission angående samerna: Sanningskommissionen för det samiska folket.

## Uppdrag
Kommissionens uppdrag från Regeringen var att:
- kartlägga och granska assimileringspolitiken och dess konsekvenser för minoriteten, grupper inom minoriteten och enskilda,
- sprida information för att öka kunskapen om minoriteten och dess historiska erfarenheter, och
- lämna förslag till fortsatta insatser för att bidra till upprättelse och främja försoning.[1]

I uppdraget ingick inte skuldfrågor i enskilda fall eller frågor om ekonomisk kompensation till drabbade.

## Organisation
Utredningen var organiserad som en kommitté med tidigare chefsjustitieombudsmannen Elisabet Fura som ordförande.
Övriga ledamöter:
- Hanna Aili, antikvarie och tidigare ordförande i STR-T:s ungdomsförbund Met Nuoret,
- Malin Arvidsson, historiker vid Lunds universitet,
- Lars Elenius, professor emeritus i historia vid Luleå tekniska universitet,
- Kenneth Hyltenstam, professor emeritus i tvåspråkighetsforskning vid Stockholms universitet,
- Klas-Göran Karlsson, professor i historia vid Lunds universitet,
- Bengt Niska, tidigare kommunalråd i Pajala kommun och tidigare ordförande för STR-T,
- Kaisa Syrjänen Schaal, jurist och senior policyrådgivare i Svenska kyrkan,
- Sia Spiliopoulou Åkermark, docent i folkrätt.

Kommissionen stöddes av ett sekretariat med Anna-Lena Sjölund som huvudsekreterare ochutredningssekreterarna Stefan Aaro, Josephine Ylipää, Eva Dahlén och Jennie Spetz.

## Kommissionens arbete
Arbetet genomförded dels genom dialog och insamling av berättelser, dels genom forskningsuppdrag som kommissionen har tagit initiativ till. Intervjuer hade också genomförts under arbetet med forskningsrapporterna. Dessutom hade kommissionens sekretariat genomfört arkivsökningar och material därifrån har delats med forskare.

### Dialog och insamling av berättelser
Under 2020 höll kommissionen fyra uppstartsmöten för att förankra arbetet och informera om möjligheten att dela med sig av sin berättelse. Planen var ursprungligen att hålla elva uppstartsmöten, men restriktioner till följd av covid-19-pandemin gjorde att endast fyra kunde genomföras. Under hösten 2021 och vintern 2022 genomfördes också 21 så kallade "kaffemöten" av informell natur. I samband med kaffemötena erbjöds deltagarna att boka in sig för en personlig intervju.
När kommissionen redovisade sitt delbetänkande angav den att 160 personer hade anmält intresse av att bli intervjuade och att 100 intervjuer hade genomförts.

### Kommissionens uppdrag till forskare
Kommissionen har lämnat följande uppdrag till forskare som en del av sitt arbete:
- kunskapsöversikt över statens hantering av frågan om ströängarna – Edvin Torp, Mittuniversitetet,
- studie om læstadianismens påverkan på språket – Gerd Snellman, Åbo Akademi,
- kunskapsöversikt och en studie om Tornedalens folkhögskola – Marja Mustakallio,
- studie om den språkliga försvenskningen av meänkieliområdet – Kenneth Hyltenstam,
- studie av hur tornedalingar, kväner och lantalaiset varit föremål för rasbiologiska undersökningar av Statens rasbiologiska institut – Curt Persson, Luleå tekniska universitet,
- forskningsöversikt och en studie om arbetsstugorna i meänkieliområdet – Daniel Nilsson Ranta, Uppsala universitet,
- studie av hur tornedalingar, kväner och lantalaiset varit föremål för insamling av mänskliga kvarlevor –  Carl-Gösta Ojala, Uppsala universitet,
- forskningsöversikt och en studie som behandlar skol- och språkpolitiken i Tornedalen – Lars Elenius,
- forskningsöversikt om flerspråkighet, språkförlust och språklig revitalisering – Lena Huss,
- kyrkohistorisk studie – Urban Claesson, Uppsala universitet.

Av dessa hade alla utom de första två slutredovisats i juni 2023.